# Daniel Fitzpatrick
Daniel Fitzpatrick, även kallad Danny och The Hood, född 26 februari 1953 i Kenya, död 18 juni 1998 i Stockholm,, var en svensk brottsling och tillsammans med Leif Axmyr och Mikael Kallander  grundare av den kriminella organisationen Brödraskapet. Daniel Fitzpatrick var Brödraskapets första president. Vice president var då Mig och Lelle Stoltz. 
Fitzpatrick föddes i Kenya och växte upp i Rhodesia och i London. Då han var 19 år arbetade han på ett börsmäklarföretag i London och träffade en svenska med vilken han senare gifte sig och flyttade till Sverige, där han bland annat arbetade som dörrvakt och som verkstadsägare för Nacka Rostskydd.
År 1992 begick Fitzpatrick ett värdetransportrån i Stockholm, ett brott för vilket han dömdes till åtta års fängelse. Han avtjänade straffet på flera anstalter, bland annat anstalten Hall och frigavs i januari 1998. 1996 startades den kriminella organisationen Brödraskapet, som Fitzpatrick var president för. Den 18 juni 1998 dog Fitzpatrick i en så-kallad drive-by skjutning. Mordet är olöst än idag.
Han lämnade efter sig en son och en dotter. Dottern är idag polis och arbetar med att hjälpa gängmedlemmar som behöver få stöttning för att lämna det kriminella livet bakom sig.